# Арсак (сатрап)
Вижте пояснителната страница за други личности с името Аршак.
Арсак или Аршак (на персийски език: ‏اشکان‎ Ashkan, на старогръцки: Ἀρσάκης) е управител на Александър Велики в Азия.
Той е персиец и през 330 г. пр. Хр. е назначен от Александър Велики за сатрап на Ария. Същата година той получава управлението на провинция Дрангиана. През зимата 328 г. пр. Хр. Арсак е свален от службата му и диадох Стасанор го закарва в окови при Александър в Бактрия. За него няма повече сведения. Стасанор поема неговите провинции.